# Gyód
Gyód là một thị trấn thuộc hạt Baranya, Hungary. Thị trấn này có diện tích 3,25 km², dân số năm 2010 là 694 người, mật độ 214 người/km².